# ZIL-4331
 (juin 2021).
Si vous disposez d'ouvrages ou d'articles de référence ou si vous connaissez des sites web de qualité traitant du thème abordé ici, merci de compléter l'article en donnant les références utiles à sa vérifiabilité et en les liant à la section « Notes et références ».
Le ZIL-4331 était un camion fabriqué par l’usine ZIL de Moscou de 1986 à 2011. Il était le successeur du ZIL-130 et avait un design plus moderne, à la fois dans le style et la mécanique.

## Historique du véhicule

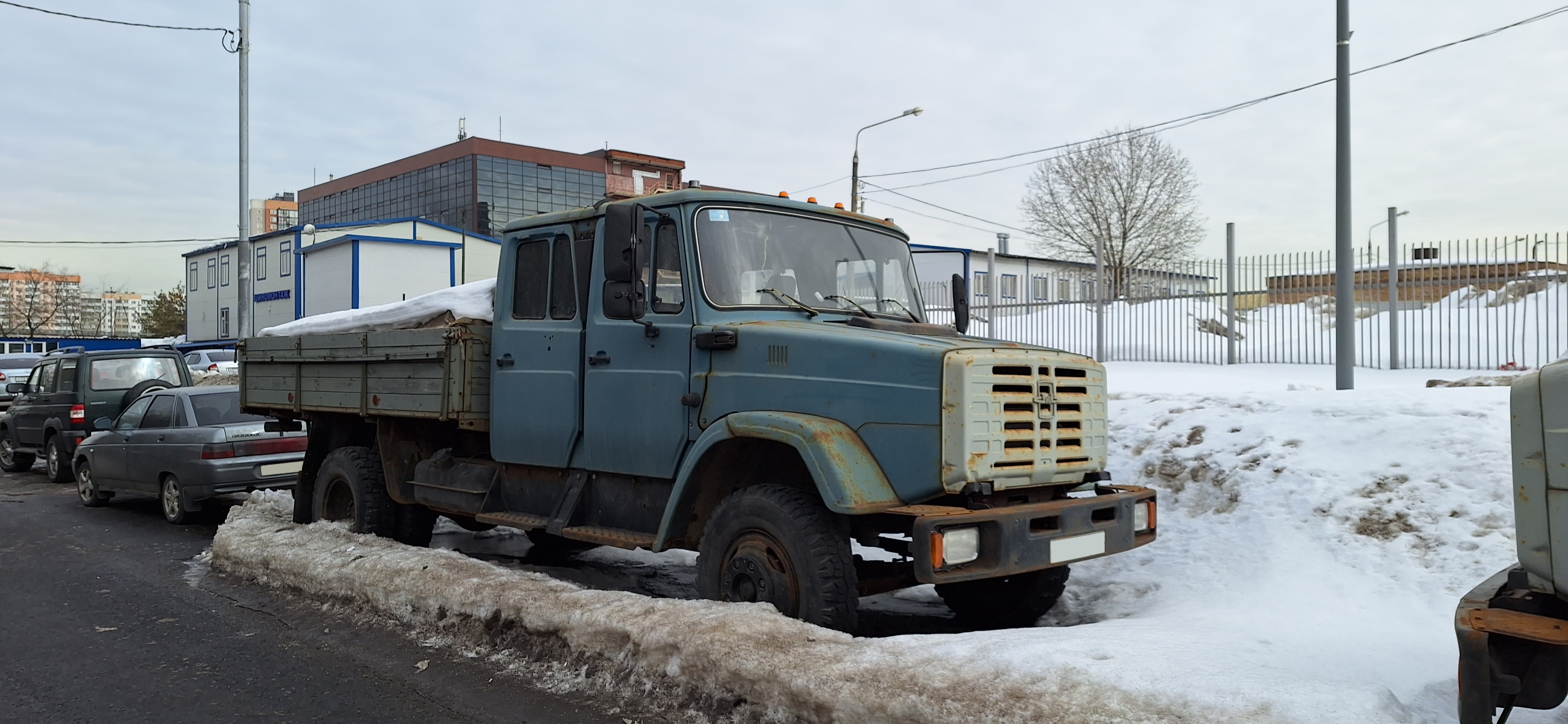
ZIL-4331 avec double cabine.

Les premiers prototypes du camion ont été construits en 1970 en tant que successeur potentiel du ZIL-130, sous le nom de ZIL-169. Il était basé sur le châssis ZIL-130 et le moteur V8, mais avait une nouvelle carrosserie. Néanmoins, là où les précédents camions soviétiques étaient propulsés à l'essence, le nouveau modèle était destiné à être propulsé au diesel, car il était plus économique et avait une capacité de charge accrue. L’ancien V8 a donc dû être fortement modifié.
Les premiers prototypes ont été montrés à Léonid Brejnev lors d’une de ses visites à l’usine. Au fur et à mesure que le développement progressait, le châssis et le moteur ont été modernisés et améliorés, afin d’améliorer l’économie et d’augmenter la capacité de chargement.
La production a commencé en 1986 et le nouveau camion a été produit pendant quelques années aux côtés de l'ancien ZIL-130. Il était principalement disponible sous forme de camion à plateau, mais des versions fourgonnettes et bus ont également été construites. Une version à trois essieux basée sur le châssis ZIL-133 a également été construite sous le nom de ZIL-133G40 et plus tard de ZIL-6309. Le ZIL-4331 était principalement disponible avec différents moteurs diesel. Initialement, seul l'ancien ZIL V8 était disponible, mais plus tard, d'autres moteurs V6 et V8 de MMZ et YaMZ étaient également disponibles pour le camion. La charge utile était de 5 tonnes pour le modèle 4x2, mais d'environ 8 à 9 tonnes pour le modèle 6x4.
Une variante militaire 6x6 basée sur le ZIL-131 a également été construite sous le nom de camion ZIL-4334. Une version cabine avancée MAN à cabine surélevée a également été construite en petites quantités, fournie par une entreprise chinoise. La production s'est terminée en 2011 sans successeur direct.